# Глизе 710
Глизе 710 (HD 168442, лат. Gliese 710) — одиночная звезда в созвездии Змеи. Находится на расстоянии около 64 св. лет от Солнца.

## История изучения
Большинство астрономов называют звезду как Глизе 710, по имени Вильгельма Глизе, составившего одноимённый каталог близлежащих звёзд. Приблизительно в 1942 году Александр Высоцкий определил спектральный класс звезды и включил в каталог красных карликов, поэтому она ещё имеет название Vys/McC 63. Однако впервые звезда упоминается в каталоге Ф. Аргеландера, опубликованном в 1863 году под названием BD-01 3474.

## Характеристики
Звезда представляет собой относительно тусклый оранжевый карлик спектрального класса K7. Масса — около 0,4—0,6 массы Солнца, радиус — 0,6 радиуса Солнца. Видимая звёздная величина — 9,66m. Она не является источником мощного радиоизлучения, хотя является переменной звездой, и присутствует в каталогах под названием NSV 10635. Светимость звезды — около 0,04 светимости Солнца.

## Сближение с Солнечной системой
- Глизе 710 движется по направлению к нашей Солнечной системе. Российский астроном Вадим Бобылёв из Главной (Пулковской) обсерватории, пользуясь данными Hipparcos высчитал, что Gliese 710 с вероятностью в 86 процентов подлетит очень близко к Солнечной системе через 1,35 млн лет[3] (на расстояние 0,3—0,6 св. лет). По расчётам российских астрономов А. Муллари и В. Орлова Глизе 710 через миллион лет пролетит в 259 тыс. а. е. от Солнца[4]. Гравитационное поле звезды может вызвать возмущения в Облаке Оорта[5].
- По расчётам польских астрономов Филипа Берского и Петра Дыбчинского, основанным на данных Gaia в сравнении с данными из каталогов HIP2 и Tycho 2, Глизе 710 приблизится к Солнцу на расстояние примерно 0,2 св. года (77 св. дней) или 13 365 а. е. (430 расстояний до Нептуна) через 1,35 млн лет. В этот момент её видимая звёздная величина составит −2,7m, а собственное движение — 52,28 угловой секунды в год[6][7].
- Погрешность минимального расстояния, на котором звезда пройдёт от Солнца, составляет ±0,09 светового года. С 90-95 % вероятностью минимальное расстояние составит от 0,1 до 0,28 светового года, наиболее вероятное значение — 0,19—0,2 светового года через 1,35 млн лет. С достаточно большой вероятностью звезда может пройти и в 0,1 светового года от Солнца, в таком случае расстояние от Солнца до Глизе-710 составит около 1 трлн км, что, впрочем, всё равно ещё в 7 раз дальше, чем от Солнца до Седны в афелии. Но по сравнению с расстояниями до ближайших звёзд сейчас, это в 42 раза ближе, чем расстояние от Солнца до Проксимы Центавра. И видимая звёздная величина Глизе-710, при наблюдении с Земли, в таком случае составит −4,1m, что сопоставимо по яркости с Венерой. Подобные сближения звёзд с Солнцем случаются в среднем один раз в 60 млн лет, и их не было на промежутке от 10 млн лет в прошлом, и не будет до 10 млн лет в будущем. Так как сейчас расстояние до звезды равно 64 св. годам (и она видна только в мощный бинокль), то движение её в сторону Солнца можно назвать очень точно направленным. Это всё равно как двигаться со скоростью 0,6 метра в секунду (что равно скорости пешехода), и попасть к заданной точке так, чтобы отклониться всего лишь на 1 миллиметр от неё. Сейчас на аналогичном расстоянии от Солнца (64 св. года) находится около 1500 звёзд, но именно движение Глизе-710 оказывается направленным на Солнце.
- Корин Бейлер-Джонс (Coryn Bailer-Jones) из Института астрономии общества Макса Планка, проанализировав данные каталога Gaia DR3, содержащего информацию о положении и параметрах движения 33 653 049 звезд Млечного Пути, собранной космическим телескопом Gaia, рассчитал, что Gl 710 через 1,3 млн лет совершит тесное сближение с Солнцем, пройдя на расстоянии 0,194-0,221 св. года от него (примерно в 25 раз ближе Проксимы Центавра)[8].

## Ближайшее окружение звезды
Следующие звёздные системы находятся на расстоянии в пределах 20 световых лет от Глизе 710:
| Звезда     | Спектральный класс  | Расстояние, св. лет |
| η Змеи     | K0 IV-III           | 1,6                 |
| BD-01 3500 | K3-5 V              | 3,2                 |
| LTT 15407  | M5 V                | 7,8                 |
| ζ Змеи     | F3 V-IV/?           | 14                  |
| BD-02 4343 | G5 IV               | 16                  |
| HR 6516 AB | G8-9 V-IV/?/G8 V-IV | 16                  |
| L 1064-69  | G V                 | 18                  |
| BD+04 3589 | G0-2 V              | 19                  |
| LTT 7050   | G V                 | 19                  |